# Kyffin Simpson
Kyffin Simpson (Bridgetown, 9 oktober 2004) is een Barbadiaans autocoureur. Hij rijdt onder de vlag van de Kaaimaneilanden, waar hij woonachtig is.

## Autosportcarrière
Simpson begon zijn autosportcarrière in het karting op negenjarige leeftijd in Barbados. Hij bleef hier tot begin 2020 actief en behaalde een aantal ereplaatsen. Zijn beste klasseringen waren derde plaatsen in de Junior ROK-klasse van de Orlando Cup en de Rotax Mini Max-klasse van de Florida Winter Tour in 2017 en een tweede plaats in de KA100 Junior-klasse van de SKUSA Pro Tour in 2019.
In 2020 maakte Simpson de overstap naar het formuleracing, waarin hij debuteerde in het Amerikaanse Formule 4-kampioenschap bij het team Velocity Racing Development. In de eerste drie raceweekenden was een zesde plaats op het Barber Motorsports Park zijn beste resultaat. Hierna maakte hij de overstap naar het Formula Regional Americas Championship (FRAC), waarin hij reed voor het team HMD Motorsports. In deze klasse behaalde hij een zevende plaats op de Sebring International Raceway en twee op de Homestead-Miami Speedway. In de Amerikaanse Formule 4 eindigde hij als achttiende in het klassement met 14 punten, terwijl hij in de FRAC dertiende werd met 30 punten.
In 2021 reed Simpson een dubbel programma in het FRAC bij TJ Speed Motorsports en in het Indy Pro 2000 Championship bij Juncos Hollinger Racing. In de FRAC kende hij een succesvol seizoen met vijf overwinningen in de eerste zes races: drie op Road Atlanta en twee op Road America. Ook in het laatste weekend op het Circuit of the Americas won hij twee races en in de rest van het seizoen stond hij nog zes keer op het podium. Met 314 punten werd hij gekroond tot kampioen in de klasse. In de Indy Pro 2000 behaalde hij drie podiumplaatsen op de Indianapolis Motor Speedway, Road America en de Mid-Ohio Sports Car Course. Met 231 punten werd hij achtste in het kampioenschap.
In 2022 maakt Simpson de overstap naar de Indy Lights, waarin hij zijn samenwerking met TJ Speed voortzet.